# 完顏烏骨出
完顏烏骨出（？—？），女真完顏部的酋長完顏石魯次子、完顏烏骨廼的弟弟。

## 生平
起初，身為女真完顏部酋長的完顏石魯於很長時間仍然沒有子嗣，便與威順皇后徒單氏向巫醫祈禱，預言了長男兩女再一次男的順序，並說次男「不良」，應該不要為好。結果果然按此次序得子女四人。次男完顏烏骨出成人後酗酒成性，並常常頂撞其母徒單氏。昭祖過世後，烏骨廼和徒單氏以巫師的預言為依據合謀殺了烏骨出。部人發怒，要害烏骨廼，徒單氏自己一個人招認殺烏骨出的事，景祖才得以倖免。烏骨出有次子完顏習不失勇猛善戰，跟隨太祖完顏阿骨打東征西討，得到阿舍(阿買)勃極烈的名號。死後追封開府儀同三司，曹國公。大定三年（1163年），進封金源郡王，配享太祖廟廷，諡號「忠毅」。

## 延伸阅读
[在维基数据编辑]
 《金史·卷65》，出自脱脱《遼史》